# Lââm
Lââm, właściwie Lamia Suber (ur. 1 września 1971 w Paryżu) – francuska piosenkarka o tunezyjskim pochodzeniu.

## Dyskografia
Albumy:
- Persévérance (1999)
- Une vie ne suffit pas (2001)
- Face à face (album live, 2003)
- Lââm (2004)
- Pour être libre (2005)
- Le Sang Chaud (2006)
- On a tous quelque chose de Lââm (album best of, 2009)
- Au cœur des hommes (2011)